# Hafen Marktsteft

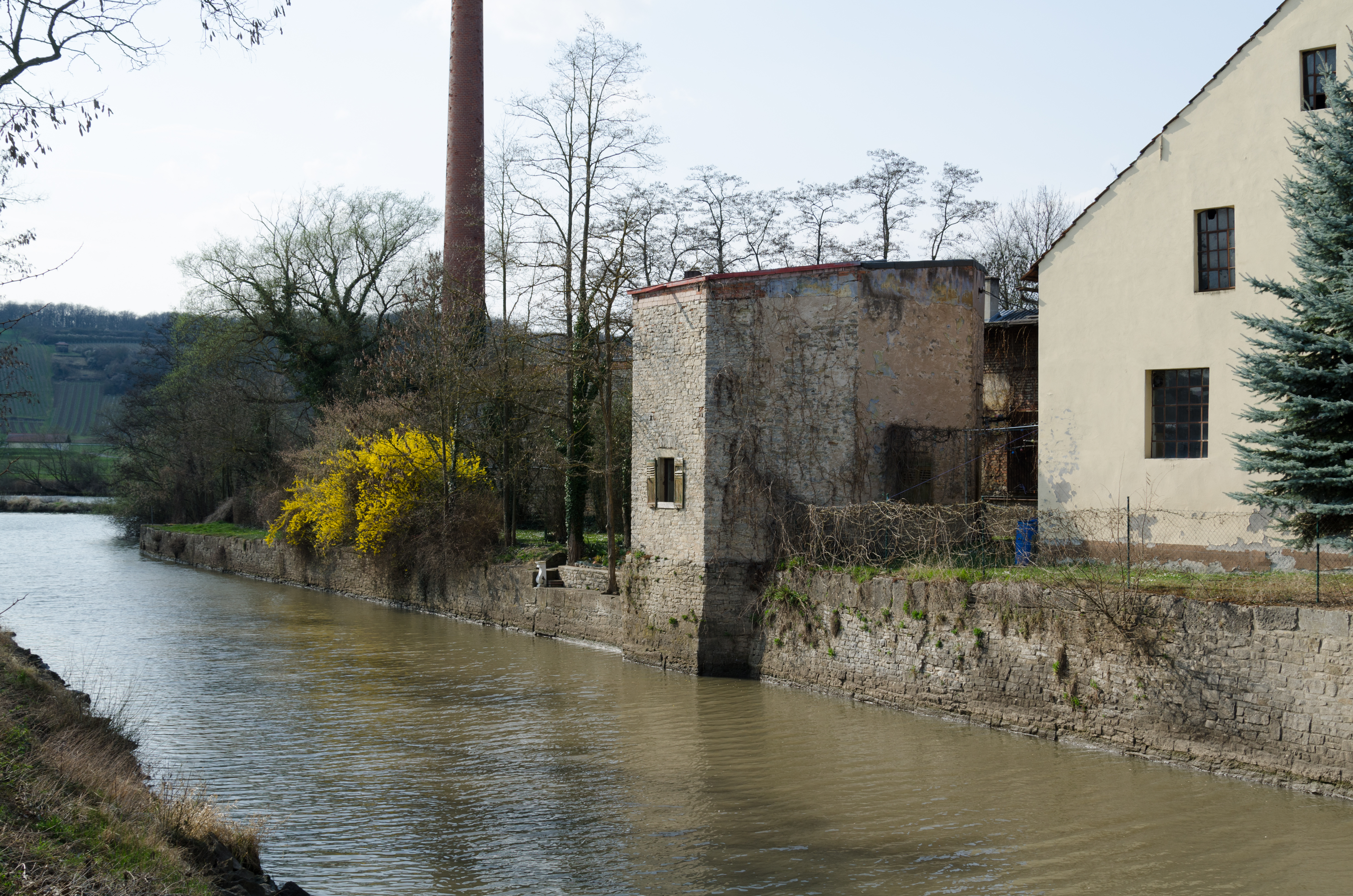
Hafenbecken in Marktsteft, im Vordergrund der Sockel des ehemaligen Krans

Der Hafen Marktsteft (zeitgenössisch Kanal, bis 1726 Hafen Steft) ist eine historische Anlandungsstelle für Schiffe in der unterfränkischen Stadt Marktsteft. Der Flusshafen am Main gilt als der älteste in seiner ursprünglichen Form erhaltene in Bayern und ist heute Teil des historischen Bauensembles Ortskern Marktsteft mit Hafensiedlung.

## Geschichte

### Vorgeschichte
Der Hafen Marktsteft geht auf die wirtschaftliche Konkurrenz zwischen dem katholischen Hochstift Würzburg und der lutherischen Markgrafschaft Brandenburg-Ansbach zurück. Seit 1448 gehörte Steft zum Einflussbereich der Markgrafen. Der Ort stand allerdings lange Zeit im Schatten des bedeutenderen Kitzingen, das bereits im Mittelalter einen Anlandungsplatz für Nachen am Main besaß und ebenfalls Teil der Markgrafschaft war. Als es dem Hochstift Würzburg im Jahr 1629 gelang, das verpfändete Kitzingen zum Hochstift zurückzuholen, stieg Steft über Nacht zum wichtigsten Besitz der Markgrafen am Main auf.
Im Jahr 1700 setzten die Beamten der Markgrafen die Würzburger Hofkammer davon in Kenntnis, dass man beabsichtigte in Steft eine Manufaktur und eine Schifffahrt einzurichten. Würzburg protestierte bei der markgräflichen Regierung in Ansbach. Zunächst gelang es den großen Nachbarn zu beruhigen, indem man betonte, die Baulichkeiten würden lediglich als Spielerei „zum Vergnügen und zur Versorgung der Hofhaltung“ eingerichtet. 

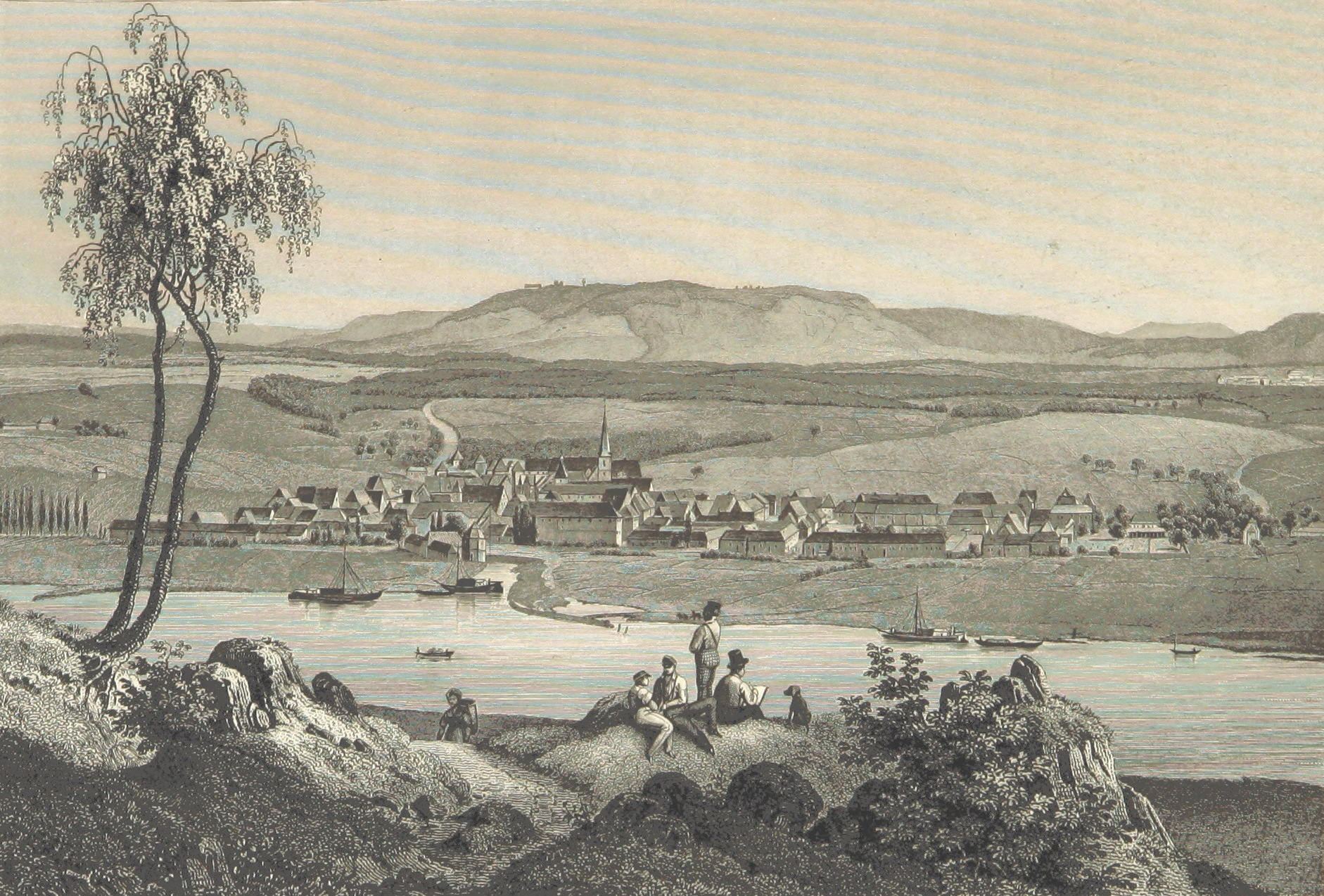
Stahlstich Marktsteft von 1847: Der Kran ist noch vollständig erhalten

Vom 30. Oktober bis zum 22. Dezember 1711 wurden Schiffsbauer, Schreiner und Bildhauer nach Steft beordert, um die Anlage auszubauen. Parallel wurde die markgräfliche Flotte aus dem löwensteinischen Wertheim nach Marktsteft verlegt. Da die Bauarbeiten langsam vorangingen, wurde auch ein „Kanalgraben“ (auch Behelfshafen) angelegt. Dieser wurde vom markgräflichen Kammerverwalter Matusch mit Palisaden verkleidet. Die Baumaßnahmen im Hafen waren flankiert von einer weiteren Reihe von Bauarbeiten. Zeitweise plante man Steft zum zentralen Handelsort der Markgrafschaft aufzubauen.
Die meisten Pläne setzte man zunächst jedoch nicht in die Tat um. Erst 1726 ging es voran. Der Büttnermeistersohn Johann Jakob Keerl aus Steft war inzwischen zum Hofkammerrat in Ansbach aufgestiegen. Ihm ist es zu verdanken, dass die Markgrafenwitwe Christiane Charlotte am 4. November 1726 den Ort mit dem Marktrecht privilegierte, was mit einer Umbenennung in Markt-Steft einherging. Gleichzeitig berief die Regierung den Wertheimer Johann Michael Seelig als Hofschiffsmann nach Marktsteft. Er sollte hier eine Handelsschifffahrt etablieren.

### Hafenbau und Niedergang
Zusammen mit Seelig wurde auch der Ingenieur-Leutnant und Landvermesser Johann Georg Vetter nach Marktsteft verlegt. Er steckte die Fahrrinne neu ab und ließ sie von Seegräbern aus dem Oberamt Uffenheim ausschachten. Zunächst war ein Schutz durch Faschinen geplant, allerdings machte ein Hochwasser im Jahr 1733 Sicherungen durch eine Mauer aus Quadersteinen notwendig. Bis 1743 erweiterte man diese Mauer, wobei später drei Eisböcke vor der nördlichen Hafeneinfahrt eine weitere Barriere für Eisbruch bildeten und gleichzeitig der Versandung vorbeugten.

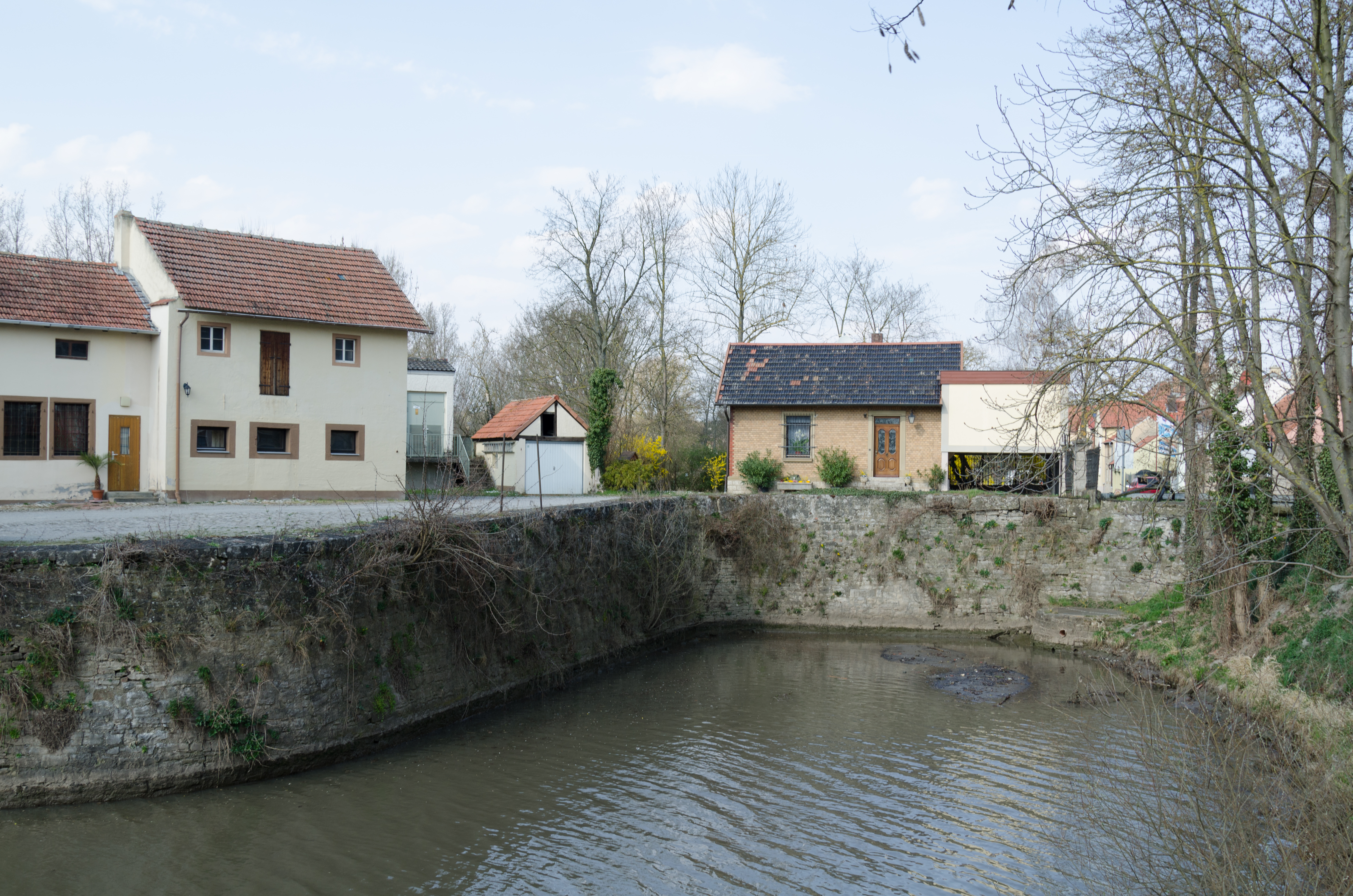
Hinterer Abschnitt des Hafenbeckens

Der Ausbau war mit diesen Maßnahmen aber nicht abgeschlossen, weil der Warenumschlag umständlich vom Lastkahn auf die Fuhrwägen erfolgte. Erst 1740 entstand ein erstes Lagerhaus in Hafennähe. Bis 1747 entwickelte sich das Gebiet am Hafen zu einem vielgestaltigen Ensemble in dem neben den Häusern zur Lagerung der Produkte auch mehrere Waagen, Wohngebäude für die Arbeiter und ein Holzkran Aufstellung fanden. Der Kran wurde 1764 durch ein steinernes Pendant ersetzt. Der Bau einer Mainmühle in Kanalnähe war seit 1736 projektiert, kam jedoch nicht zustande.
Die Lage des Hafengeländes im Hochwassergebiet führte zu teilweise erheblichen Schäden an den Lagern und den dort untergebrachten Waren. 1784 zerstörte ein Hochwasser weite Teile des Hafens. Ein weiteres Unglück 1785 trieb die Schnellwaage von Marktsteft bis nach Eibelstadt und zerstörte ein Lagerhaus. Die häufigen Hochwasser waren auch der Grund dafür, warum dem Hafen Marktsteft nur eine kurze Blüte beschert war. Allerdings nutzte man die Anlage, um von hier aus markgräfliche Soldaten als Söldner zu verschiffen.
Die militärische Nutzung des Markstefter Hafens führte dazu, dass zwischen 1777 und 1782 über 1000 Soldaten von hier aus in Richtung Amerika aufbrachen, um im Amerikanischen Unabhängigkeitskrieg aufseiten der Engländer zu kämpfen.  Mit dem Übergang des Fürstentums Ansbach an Bayern im Jahr 1814 verlor der Hafen weiter an Bedeutung und verfiel. Der Bau der Bahnstrecke Fürth-Würzburg über Marktbreit bedeutete das endgültige Aus.
Zunächst wurden hier noch die Schiffe des Flussbauamtes Würzburg zum Überwintern abgestellt, später wurde auch diese Nutzung aufgegeben. Im großen Lagerhaus blieb bis 1857 noch das Hauptzollamt Marktsteft untergebracht, das an die alte Grenzlage des Ortes erinnerte. Im 20. Jahrhundert geriet der Hafen weitgehend in Vergessenheit. Heute ist der Hafen eines der Hauptanlaufziele für Kulturtouristen in der Gemeinde Marktsteft. Er ist als Baudenkmal eingeordnet. Untertägige Überreste von Vorgängerbauten sind als Bodendenkmal vermerkt. Daneben ist er Teil des Ensembles Ortskern Marktsteft mit Hafensiedlung.
Von 2021 bis Sommer 2024 wurde die Anlage konserviert und restauriert.
Seither ist dort die Umweltstation des Landkreises Kitzingen sowie ein Restaurant untergebracht.

## Beschreibung
Vom ehemaligen Hafen hat sich bis heute das gemauerte Hafenbecken erhalten, das vom Main abzweigt und sich in einem Bogen nach Norden wendet. Daneben besteht das Fundament des steinernen Kranes von 1764 Der Kran wurde vom Zimmerer Köberlein und vom Maurer Wolz aus Sickershausen errichtet. Die Steine kamen aus dem Steinbruch bei Hohenfeld, während die Ziegelhütte Obernbreit die 4000 Ziegelsteine lieferte. Eine Hochwassermarke am  Hafendamm erinnert an die Überschwemmung von 1784, bei der große Teile der Anlage überspült wurden.